# Yokosuka MXY-9
Yokosuka MXY9 Shuka (秋火 – Thu hỏa) là một đề án máy bay huấn luyện phát triển từ loại tàu lượn huấn luyện MXY8, MXY9 thêm vào một động cơ phản lực kiểu thermojet cỡ nhỏ có tên gọi là Tsu-11. Nó được dùng để huấn luyện thêm cho các phi công từng lái máy bay tiêm kích đánh chặn trang bị động cơ tên lửa Mitsubishi J8M.
Loại máy bay này chưa kịp chế tạo do Nhật đầu hàng quân Đồng minh và Chiến tranh Thế giới thế giớ thứ hai kết thúc.

## Tính năng kỹ chiến thuật (MXY9)

### Đặc điểm riêng
- Tổ lái: 1
- Chiều dài: 19 ft 10 in (6,05 m)
- Sải cánh: 31 ft 2 in (9,50 m)
- Chiều cao: 8 ft 10 in (2,70 m)
- Diện tích cánh: 190 ft² (17,7 m²)
- Động cơ: 1 động cơ thermojet Tsu-11, lực đẩy 1,7 kN (396 lbf)

### Máy bay có cùng sự phát triển
- Mitsubishi J8M
- Yokosuka MXY8